# رود شکسنا
رود شکسنا (به روسی: Шексна́) رودخانه ای است که در نواحی بلوزرسک و چرپووتس در شهر ولوگدا روسیه واقع شده و یکی از شاخه های سمت چپ رود ولگا در نظر گرفته می شود. طول ۱۳۹کیلومتر است و وسعت حوضه آن ۱۹۰۰۰کیلومتر مربع است.
بر اساس واژگان مکس واسمر، ریشه نام رودخانه نامشخص است، اما ممکن است از زبان های بالتیک فینی به معنای "دارکوب" یا به شکل بهتر «دارکوب خالدار» گرفته شده باشد. سکونتگاه شهری شکسنا و چکنینسکی به نام رودخانه نامگذاری شد.
سرچشمه رودخانه شکسنا در انتهای جنوب شرقی دریاچه بلوی قرار دارد.